# Matthias Bagger
Matthias Olsen Bagger (født i Kristiansand i slutningen af 1600-tallet) var en dansk-norsk bibliotekar, søn af hører, til sidst sognepræst Ole Hansen Bagger. 
Bagger blev student fra Sorø Skole 1701 (18 eller 15 år gammel); påvirket af jesuitiske præster hos den franske gesandt i København gik han over til den katolske tro, opholdt sig nogle år ved jesuiterkollegiet i Strasburg, besøgte København, hvor han 1706 tog baccalaureusgraden. 
Bagger drog atter udenlands, blev underbibliotekar ved det kongelige bibliotek i Madrid, måtte forlade denne stilling og gik til Mexiko, hvor han opholdt sig 3 år. Senere blev han abbé og første aumonier hos grev Staremberg, kejserlig ambassadør i London; her trådte han ud af den katolske kirke og måtte opgive sin stilling. 
Som hans liv hidtil havde været uroligt og omflakkende, således vedblev det at være, han var ved 1725 bleven ansat som tolk ved det kongelige bibliotek i Paris, men optog sin løn og flygtede, senere var han i Italien. Af og til besøgte han Danmark, sidste gang, som det synes, 1740-42. 
Han besøgte da Holberg, og Hans Gram lod ham arbejde for sig med at oversætte Knytlinga Saga på latin. 1744 var han i London, hvorfra han indgav en ansøgning til Christian VI om at blive ansat ved Kongens Bibliotek i København, dog uden held. Hans senere skæbne så vel som hans dødsår er ubekendte.